# Foster, Rhode Island

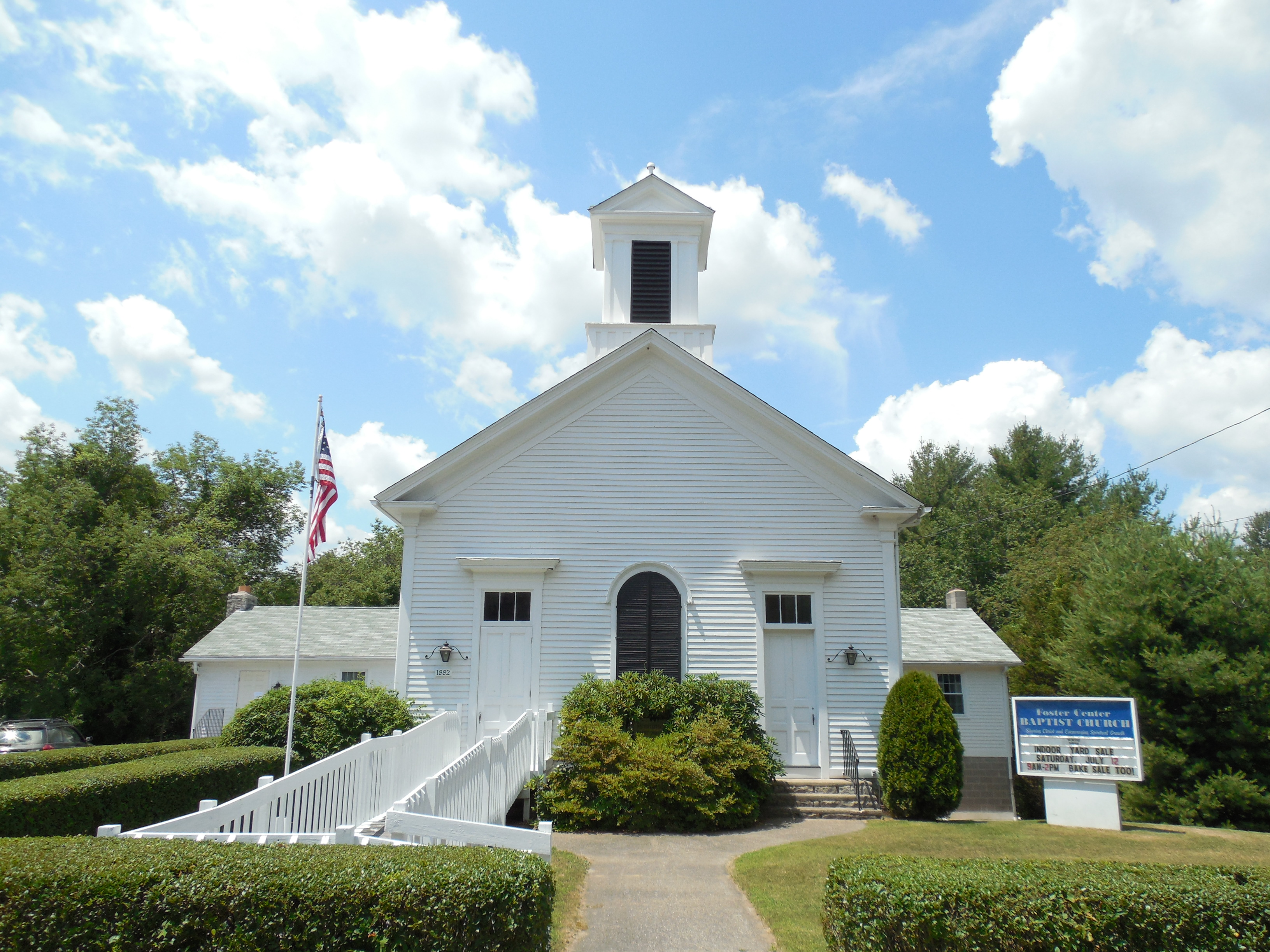

Foster, kommun (town) i Providence County, Rhode Island, USA med cirka 4 274 invånare (2000). Den har enligt United States Census Bureau en area på 134,3 km².